# Thới Bình (xã)
Thới Bình là một xã thuộc tỉnh Cà Mau, Việt Nam.

## Địa lý
Xã Thới Bình có vị trí địa lý:
- Phía đông giáp xã Tân Lộc và xã Trí Phải
- Phía tây giáp xã Khánh An và xã Nguyễn Phích
- Phía nam giáp xã Hồ Thị Kỷ
- Phía bắc giáp xã Biển Bạch và xã Trí Phải.

Xã Thới Bình có diện tích 121 km², dân số năm 2024 là 38.116 người, mật độ dân số đạt 315 người/km².

## Lịch sử
Năm 1949, thành lập xã Biển Bạch trên cơ sở một phần của xã Thới Bình.
Năm 1950, thành lập xã Trí Phải trên cơ sở một phần của xã Thới Bình.
Ngày 20 tháng 6 năm 1956, xã Thới Bình thuộc huyện Thới Bình mới thành lập, tỉnh Cà Mau.
Sau năm 1975, quận Thới Bình đổi thành huyện Thới Bình, tỉnh Cà Mau.
Ngày 20 tháng 9 năm 1975, Bộ Chính trị ban hành Nghị quyết số 245-NQ/TW về việc hợp nhất tỉnh Bạc Liêu, tỉnh Cà Mau và 2 huyện An Biên, Vĩnh Thuận (ngoại trừ 2 xã Đông Yên và Tây Yên) của tỉnh Rạch Giá thành một tỉnh mới, tên gọi tỉnh mới cùng với nơi đặt tỉnh lỵ sẽ do địa phương đề nghị lên.
Ngày 20 tháng 12 năm 1975, Bộ Chính trị ban hành Nghị quyết số 19/NQ về việc hợp nhất tỉnh Bạc Liêu và tỉnh Cà Mau thành một tỉnh mới, tên gọi tỉnh mới cùng với nơi đặt tỉnh lỵ sẽ do địa phương đề nghị lên.
Ngày 24 tháng 2 năm 1976, Chính phủ Cách mạng Lâm thời Cộng hòa miền Nam Việt Nam ban hành Nghị định số 3/NQ/1976 về việc hợp nhất tỉnh Bạc Liêu và tỉnh Cà Mau thành một tỉnh mới, lấy tên là tỉnh Bạc Liêu – Cà Mau. Khi đó, xã Thới Bình thuộc huyện Thới Bình, tỉnh Cà Mau – Bạc Liêu.
Ngày 10 tháng 3 năm 1976, Chính phủ ban hành Nghị quyết về việc thành lập tỉnh Minh Hải trên cơ sở đổi tên tỉnh Bạc Liêu – Cà Mau. Khi đó, xã Thới Bình thuộc huyện Thới Bình, tỉnh Minh Hải.
Ngày 29 tháng 12 năm 1978, Hội đồng Chính phủ ban hành Quyết định số 326-CP về việc thành lập thị trấn Thới Bình – thị trấn huyện lỵ của huyện Thới Bình trên cơ sở tách một phần diện tích và dân số của xã Thới Bình. 
Ngày 25 tháng 7 năm 197, Hội đồng Chính phủ ban hành Quyết định số 275-CP về việc:
- Chia xã Thới Bình thành 3 xã: Thới Thuận, Thới Bình và Thới Hòa.
- Xác định ranh giới của thị trấn Thới Bình như sau:
  - Phía đông giáp xã Thới Bình
  - Phía tây giáp xã Khánh Thới và kênh Lâm Trường, huyện U Minh
  - Phía nam giáp xã Thới Hòa và xã Khánh Thới
  - Phía bắc giáp xã Thới Thuận.

Ngày 2 tháng 2 năm 1991, Ban Tổ chức – Cán bộ của Chính phủ ban hành Quyết định số 51/QĐ-TCCP về việc sáp nhập xã Thới Hòa vào xã Thới Bình.
Ngày 6 tháng 11 năm 1996, Quốc hội ban hành Nghị quyết về việc chia tỉnh Minh Hải thành Bạc Liêu và tỉnh Cà Mau. Khi đó, thị trấn Thới Bình và xã Thới Bình thuộc huyện Thới Bình, tỉnh Cà Mau.
Ngày 24 tháng 8 năm 2016, UBND tỉnh Cà Mau ban hành Quyết định số 1464/QĐ-UBND về việc công nhận thị trấn Thới Bình là đô thị loại V.
Ngày 9 tháng 12 năm 2020, HĐND tỉnh Cà Mau ban hành Nghị quyết số 28/NQ-HĐND về việc:
- Sáp nhập Khóm 6 vào Khóm 2
- Sáp nhập Khóm 9 vào Khóm 4.

Tính đến ngày 31/12/2024:
- Thị trấn Thới Bình có 7 khóm: 1, 2, 3, 4, 5, 7, 8.
- Xã Thới Bình có 11 ấp: 1, 2, 3, 4, 5, 6, 7, 8, 9, 10, 11.

Ngày 12 tháng 6 năm 2025, Quốc hội ban hành Nghị quyết số 202/2025/QH15 về việc sắp xếp đơn vị hành chính cấp tỉnh (nghị quyết có hiệu lực từ ngày 12 tháng 6 năm 2025). Theo đó, sáp nhập tỉnh Bạc Liêu vào tỉnh Cà Mau.
Ngày 16 tháng 6 năm 2025, Ủy ban Thường vụ Quốc hội ban hành Nghị quyết số 1655/NQ-UBTVQH15 về việc sắp xếp các đơn vị hành chính cấp xã của tỉnh Cà Mau năm 2025 (nghị quyết có hiệu lực từ ngày 16 tháng 6 năm 2025). Theo đó, sáp nhập toàn bộ 21 km² diện tích tự nhiên, quy mô dân số là 13.030 người của thị trấn Thới Bình thuộc huyện Thới Bình vào toàn bộ 100 km² diện tích tự nhiên, quy mô dân số là 25.086 người của xã Thới Bình thuộc huyện Thới Bình.
Xã Thới Bình có 121 km² diện tích tự nhiên và quy mô dân số là 38.116 người.